# André Leducq
André Leducq (27. února 1904 Saint-Ouen – 18. června 1980 Marseille) byl francouzský cyklista, vítěz Tour de France v letech 1930 a 1932. Jeho silnou zbraní byly závěrečné spurty.
Jeho otec pracoval pro filmovou společnost Gaumont, André proto hrál dětské role v řadě němých filmů. S cyklistikou začínal v klubu Montmartre Sportif, jako amatér vyhrál v roce 1924 mistrovství světa v silniční cyklistice a skončil devátý v závodě jednotlivců na olympiádě. Po absolvování základní vojenské služby se v roce 1926 stal profesionálním závodníkem. Byl členem týmů Thomann-Dunlop a Alcyon-Dunlop, roku 1934 založil vlastní stáj Leducq-Mercier.
Žlutý trikot pro celkového vítěze Tour de France získal v letech 1930 a 1932, roku 1928 byl druhý a roku 1927 čtvrtý. Během kariéry nasbíral 25 etapových vítězství, což byl rekord, který překonal až Eddy Merckx, ještě roku 2016 figuruje Leducq na čtvrtém místě historického pořadí. Také vyhrál klasiky Paříž - Roubaix 1928, Paříž-Caen 1930 a Paříž-Tours 1931 a dvoudenní závod Critérium international 1933. V roce 1931 se stal historicky prvním držitelem ceny pro nejlepšího francouzského cyklistu roku Challenge Sedis.
Byl dobovým idolem fanoušků pro své jezdecké umění i přátelskou povahu, říkalo se mu Le joyeux Dédé (veselý Dédé) nebo Gueule d'Amour et Muscles d'Acier (zamilovaný úsměv a svaly z oceli). Svoji poslední Tour de France jel v roce 1938, později se ještě věnoval šestidenním závodům na dráze. Po ukončení závodní kariéry provozoval s manželkou kavárnu v Mérielu, byl také trenérem a majitelem cyklistického klubu.